# 1590.
◄ | 15. stoljeće | 16. stoljeće | 17. stoljeće | ►
◄ | 1560-ih | 1570-ih | 1580-ih | 1590-ih | 1600-ih | 1610-ih | 1620-ih | ►
◄◄ | ◄ | 1587. | 1588. | 1589. | 1590. | 1591. | 1592. | 1593. | ► | ►►
Arhitektura • Astronomija • Glazba • Kazalište • Kiparstvo • Knjige • Književnost • Kršćanstvo • Medicina • Politika • Pravo • Promet • Slikarstvo • Znanost

## Rođenja
- 9. siječnja – Simon Vouet, francuski slikar († 1649.)
- 18. travnja – Ahmed I., turski sultan († 1617.)
- 13. srpnja – papa Klement X. († 1676.)
- 26. srpnja – Johannes Crellius, poljsko-njemački teolog († 1633.)

## Smrti
- 27. kolovoza – Siksto V., papa hrvatskog podrijetla, papa od 1585. – 1590. (* 1521.)
- 27. rujna – Urban VII., papa (* 1521.)

## Vanjske poveznice
|  | Zajednički poslužitelj ima još gradiva o temi 1590. |